# 紅胸黑鵙
紅胸黑鵙（學名Laniarius atrococcineus），又名紅胸黑伯勞，是非洲安哥拉南部至南非的一種鳥類。它們最先是由William John Burchell於1811年在法爾河及奥兰治河附近發現。種小名意思是「黑／紅」，正是指它們羽毛顏色的特徵。它們是非洲另外兩種叢林伯勞（非洲黑伯勞及東非的黑頭黑伯勞）的近親。
紅胸黑鵙極度靈活，但往往會先聞其聲。雄鳥及雌鳥的顏色相同，難以分辨。它們有一些胸部黃色的形態，這個形態以往被認為是獨立的物種。幼鳥呈褐色，有斑紋及斑點，喙也較為淡色。
紅胸黑鵙喜歡棲息在乾旱的叢林。於低海拔地區的寒冷季節，它們會有季節性的遷徙。